# مطروح (دوعن)
'
مطروح هي إحدى قرى عزلة صيف بمديرية دوعن التابعة لمحافظة حضرموت، بلغ تعداد سكانها 400 نسمة حسب تعداد اليمن لعام 2004. - من العوائل العفيف